# 1. česká národní hokejová liga 1989/1990
1. česká národní hokejová liga 1989/1990 byla 21. ročníkem jedné ze skupin československé druhé nejvyšší hokejové soutěže.

## Systém soutěže
Všech 12 týmů se nejprve utkalo dvoukolově každý s každým (celkem 22 kol), následně se týmy na sudých pozicích utkaly dvoukolově s týmy na lichých pozicích (12 kol). Všech 34 kol se počítalo do základní části. Nejlepších 8 týmů následně postoupilo do play off, které se hrálo na dva vítězné zápasy. Hrálo se i o konečné umístění (např. poražení čtvrtfinalisté hráli skupinu o 5. až 8. místo). Dva nejlepší týmy play off měly postoupit do prolínací soutěže o nejvyšší soutěž.
Nejhorší 4 týmy po základní části se zúčastnily skupiny o udržení. V ní se utkal čtyřkolově každý s každým (12 kol), přičemž výsledky ze základní části se nezapočítávaly (týmy za umístění v základní části dostaly pouze bonifikační body). Poslední tým skupiny o udržení sestoupil do 2. ČNHL.

## Základní část
| Poř. | Tým                         | Z  | V  | R  | P  | VG  | OG  | B  |
| ---- | --------------------------- | -- | -- | -- | -- | --- | --- | -- |
| 1.   | VTJ Tábor                   | 34 | 27 | 3  | 4  | 190 | 85  | 57 |
| 2.   | TJ TŽ VŘSR Třinec           | 34 | 18 | 8  | 8  | 146 | 91  | 44 |
| 3.   | TJ Stadion Hradec Králové   | 34 | 20 | 3  | 11 | 130 | 106 | 43 |
| 4.   | TJ Šumavan Vimperk          | 34 | 15 | 6  | 13 | 107 | 113 | 36 |
| 5.   | TJ Lokomotiva Ingstav Brno  | 34 | 14 | 5  | 15 | 114 | 124 | 33 |
| 6.   | TJ DS Olomouc               | 34 | 13 | 6  | 15 | 146 | 106 | 32 |
| 7.   | VTJ Písek                   | 34 | 11 | 10 | 13 | 91  | 104 | 32 |
| 8.   | TJ Slezan STS Opava         | 34 | 13 | 4  | 17 | 99  | 113 | 30 |
| 9.   | TJ Baník ČSA Karviná        | 34 | 12 | 5  | 17 | 125 | 159 | 29 |
| 10.  | TJ Autoškoda Mladá Boleslav | 34 | 10 | 5  | 19 | 89  | 151 | 25 |
| 11.  | TJ ZVVZ Milevsko            | 34 | 10 | 4  | 20 | 103 | 145 | 24 |
| 12.  | TJ Slavia IPS Praha         | 34 | 10 | 3  | 21 | 111 | 154 | 23 |

## Play off

### Čtvrtfinále
- VTJ Tábor – TJ Slezan STS Opava 2:0 (6:0, 8:3)
- TJ TŽ VŘSR Třinec – VTJ Písek 0:2 (2:3 SN, 2:6)
- TJ Stadion Hradec Králové – TJ DS Olomouc 0:2 (3:6, 1:5)
- TJ Šumavan Vimperk – TJ Lokomotiva Ingstav Brno 2:1 (4:3, 0:3, 9:2)

### Semifinále
- VTJ Tábor – VTJ Písek 2:0 (10:2, 6:3)
- TJ Šumavan Vimperk – TJ DS Olomouc 1:2 (2:3, 1:0, 4:6)

### O 3. místo
- TJ Šumavan Vimperk – VTJ Písek 2:0 (6:3, 6:5 SN)

### Finále
- VTJ Tábor – TJ DS Olomouc 2:1 (7:4, 2:4, 5:1)

Protože VTJ Tábor byl stutárně B-tým Dukly Jihlavy, do prolínací soutěže o nejvyšší soutěž postoupily celky TJ DS Olomouc a TJ Šumavan Vimperk.

## Skupina o 5. až 8. místo
| Poř. | Tým                        | Z | V | R | P | VG | OG | B |
| ---- | -------------------------- | - | - | - | - | -- | -- | - |
| 1.   | TJ Stadion Hradec Králové  | 6 | 4 | 1 | 1 | 32 | 19 | 9 |
| 2.   | TJ Slezan STS Opava        | 6 | 4 | 0 | 2 | 30 | 20 | 8 |
| 3.   | TJ TŽ VŘSR Třinec          | 6 | 2 | 1 | 3 | 25 | 32 | 5 |
| 4.   | TJ Lokomotiva Ingstav Brno | 6 | 1 | 0 | 5 | 18 | 34 | 2 |

## Skupina o udržení
| Poř. | Tým                         | Z  | V | R | P | VG | OG | B  |
| ---- | --------------------------- | -- | - | - | - | -- | -- | -- |
| 1.   | TJ Autoškoda Mladá Boleslav | 12 | 6 | 2 | 4 | 63 | 60 | 16 |
| 2.   | TJ Slavia IPS Praha         | 12 | 6 | 4 | 2 | 62 | 49 | 14 |
| 3.   | TJ Baník ČSA Karviná        | 12 | 3 | 4 | 5 | 45 | 62 | 13 |
| 4.   | TJ ZVVZ Milevsko            | 12 | 4 | 2 | 6 | 57 | 56 | 11 |

Bodová bonifikace za umístěni v základní části: Karviná 3 body, Mladá Boleslav 2, Milevsko 1, Slavia Praha 0.
TJ ZVVZ Milevsko sestoupilo do 2. ČNHL. Z 2. ČNHL postoupily celkem 3 týmy vzhledem k rozšíření 1. ČNHL na 14 celků.